# Metroid II: Return of Samus
Metroid II: Return of Samus es el segundo videojuego de la saga Metroid desarrollado y publicado por Nintendo para Game Boy y posteriormente para Nintendo 3DS. Fue lanzado en 1991 en América y al año siguiente en Japón y Europa. Es además, el primer juego de la serie en salir en una consola portátil. El juego trata de la cazarrecompensas Samus Aran en su misión de exterminar a la especie extraterrestre Metroid de su planeta de origen antes de que los Piratas Espaciales puedan obtenerlos y usarlos como armamento biológico.
El desarrollador original de videojuego Metroid, Nintendo R&D1/Intelligent Systems y el productor Gunpei Yokoi regresaron para desarrollar Metroid II, aunque no se encontraba Yoshio Sakamoto en el equipo creador.
El juego recibió principalmente valoraciones positivas y fue remasterizado en 2016 por fanes de la serie bajo el nombre AM2R (Another Metroid 2 Remake). En 2011, el juego fue relanzado para la consola portátil Nintendo 3DS en formato digital a través del servicio de Consola Virtual presente en dicha plataforma y después, en 2017, Nintendo lanzó el remake oficial para la misma consola bajo el nombre Metroid: Samus Returns.

## Argumento
Ha pasado un tiempo indeterminado desde Metroid y Metroid Zero Mission. La cazarrecompensas Samus Aran ya ha vencido a los Piratas Espaciales en numerosas ocasiones hasta este punto. Su primera victoria contra los piratas fue en el planeta Zebes, donde destruyó su base y se aseguró de que no utilizaran los recientemente descubiertos organismos Metroid como armas biológicas. Para asegurarse de que esto no pase de nuevo, la Federación Galáctica envió un escuadrón de marines armados al planeta de origen de los Metroids, SR388. Después de que ningún marine regresara con vida del planeta, decidieron enviar a Samus Aran, ya que ella tenía experiencia enfrentando a esas criaturas. Le asignaron la misión de destruir, de una vez por todas, a la especie Metroid que hay en el planeta.
Una vez que llega al planeta, Samus aterriza su nave en la ladera de un volcán activo, ya que era la única entrada al nido de los Metroids; entra por el volcán y explora las cavernas laberínticas que hay bajo la superficie del planeta. Uno por uno, Samus destruye a todos los organismos Metroid que se encuentra en su camino. Mientras lo hace, nota la evolución que esas criaturas sufren, empezando como criaturas de aspecto gelatinoso, con apariencia de medusa, y acabando como grandes monstruos reptilianos. Al llegar más abajo, encuentra ruinas de lo que alguna vez fue una gran ciudad que perteneció a los Chozo. Al llegar al centro del planeta, se encuentra con Metroids Omega, quienes defienden huevos de Metroid y sus respectivas larvas. Con la destrucción de todos los Metroids del planeta, Samus se encuentra con la Reina Metroid. Después de una difícil batalla, logra destruirla. En su camino de vuelta a su nave, se encuentra con un huevo Metroid, que nace delante de sus ojos. La cría de Metroid, llamada por Samus como el Bebé, la sigue hasta su nave y ella, finalmente, decide llevarla a la Colonia Espacial Ceres para que le hagan estudios.

## El juego
La disposición del juego es similar a otras entregas de Metroid. Sin embargo, Metroid II es más directo en el sentido que el adelanto a través de los niveles no es controlado terminantemente por la adquisición de los ítems como en los otros juegos, sino matando a un número fijo de Metroids en el área. Una vez que se destruyan, un terremoto ocurre y los niveles de lava de SR-388 disminuyen, permitiendo que Samus viaje más y más profundo en las cavernas del planeta. Como el precursor del juego, Metroid II no contiene ningún mapa de juego. Un aspecto único al juego es el detector de Metroids, que exhibe el número de Metroids en la esquina inferior derecha de la pantalla. Es también el primer juego en la serie en usar las estaciones de guardado, situados en varios puntos alrededor del planeta. Antes de Metroid II, grabar la partida se lograba muriendo: en la versión japonesa del sistema de disco del Famicom, dan al jugador la opción de continuar o grabar, y en la versión internacional de NES, dan al jugador una contraseña. Éste es el único juego de Metroid, hasta el momento, en no tener una secuencia de escape.
Después de que los créditos pasen por la pantalla, el tiempo total que el jugador tomó para terminar el juego será exhibido. Durante los créditos, Samus también muestra el porcentaje de los ítems obtenidos. Dependiendo del tiempo final que el jugador tardo en completar el juego, después de que los créditos finalicen Samus saltara a la pantalla, y puede estar en bikini o con todo el traje.

### Ítems y habilidades
Todos los artículos que hay en Metroid II se encontraban en el juego original, pero, además, se introdujeron muchos nuevos artículos y habilidades que también se utilizarán en los juegos futuros de la serie.

#### Artículos que se repiten en el juego
Más bien que siendo los primeros artículos ella encuentra como en otros juegos, Samus comienza esta misión con la morph ball, el power beam, y una pequeña cantidad de misiles. El disparo de hielo (ice beam) y el rayo de ondas (el wave beam) los obtiene más tarde, así como las bombas, el traje varía (Varia suit), las botas de salto alto (High-jump boots), y el ataque destructor (Screw attack).

#### Nuevos ítems
El juego amplía perceptiblemente el arsenal de Samus, en funcionalidad y en energía. El juego ofrece dos armas nuevas: el rayo Spazer que parte en 3 el disparo (identificado como el “Spazer” en el juego y cambiado más adelante simplemente a “Rayo Spazer” en Super Metroid), y el rayo de plasma, el más potente de los rayos. Como en el juego original, solamente un rayo se puede equipar a la vez, pero Samus puede cambiar entre ellos yendo de nuevo a donde se encuentran originalmente. Metroid II ofrece realces del juego también. Haciendo su aparición en este juego, el salto espacial (Space Jump) que permite a Samus hacer saltar girando en varias ocasiones en el aire y se puede utilizar tener acceso a áreas de otra manera inalcanzables. Cuando esto se combina con el ataque destructor (Screw Attack), Samus puede destrozar a casi cualquier enemigo volando en él. Cuando se trata de la Morph Ball, el juego introduce un número de nuevas características a la serie también. Este juego es el primer en las series en introducir a la aracnoesfera (Spider Ball) y a la bola resorte (Spring Ball), que más tarde en la serie son usadas frecuentemente, sobre todo en las series Metroid Prime. La bola resorte da a Samus la capacidad de saltar mientras esté en forma de Morph Ball. Antes de su introducción, la única manera de saltar mientras que Samus estuviera en modo Morph Ball era con las bombas. La aracnoesfera en este juego permite que Samus suba cualquier pared o techo, dándole la libertad inmensa para explorar. Hasta la fecha, 'Metroid II sigue siendo el único juego de Metroid en la serie para ofrecer la versión completamente funcional de la aracnoesfera, aunque aparece (en una capacidad más limitada) en la serie Prime de Metroid.

### Ciclo de los Metroids
Éste es el único juego de Metroid que demuestra las transformaciones naturales de los Metroids en orden: Metroid (el tipo original que aparece en todos los juegos, con excepción de Metroid Prime: Hunters), Alfa Metroid, Gamma Metroid, Zeta Metroid y Omega Metroid. Como se puede esperar, el Metroid con el máximo poder se encuentra más lejos en el juego, con la Reina Metroid siendo la más fuerte.

## Recepción
Metroid II es más lineal que el primer juego, puesto que la mayoría de las áreas se encuentran bloqueadas hasta que se matan a algunos Metroids. Recibió buenas revisiones sobre su lanzamiento inicial —Nintendo Power le dio 4.5/5—. A pesar de esto, en los años del lanzamiento de Super Metroid, el juego fue mirado en algunas revistas como la oveja negra de la familia Metroid, sirviendo poco más como función que una conexión el primer y tercer título lanzado y como extensión en la morfología de Metroid. Más recientemente, debido a estudios contemporáneos, el juego ha sido calificado de una manera algo más positiva, debido a sus calidades expresivas (su uso del espacio, del sonido y de la estructura de la pantalla de refinar los gráficos del Metroid original) más bien que sus mecánicas abiertas. El juego tiene el puesto más emocionalmente posible de gran alcance de la serie. El juego fue empaquetado de nuevo más adelante en una caja coloreada oro junto con el emblema oficial del «Player's Choice».

## Remakes

### Versión a color
Habría también una versión de Game Boy Color titulada Metroid II: Return of Samus DX anunciado en 1999 poco después el lanzamiento del Game Boy Color. Dan Owsen de Nintendo demandó sus necesidades de la gama de colores considerado en el diseño del hardware del Game Boy Color. Algunas imágenes fueron mostradas, pero el juego nunca vio la luz a pesar del lanzamiento de The Legend Of Zelda: Link's Awakening DX. Como todos los juegos originales del Game Boy, el cartucho monocromático original de Metroid II es también compatible con el accesorio Super Game Boy del SuperNES (aunque no es un título realizado), permitiendo que el jugador cambie manualmente el esquema de color a un máximo de cuatro diversos colores. Además, el Game Boy Color (y los sistemas compatibles subsecuentes) colorizan automáticamente el juego, pero el color completo no es el original, pues todavía se limita a las mismas técnicas de la colorización del GBC y del GBA.
La carencia del color en Metroid II tenía algunos efectos a largo plazo en el aspecto de Samus. Según el acoplado de juegos Metroid five-part retrospectivo, el Varia Suit ganó el abultamiento adicional de la armadura y las hombreras abultadas, redondas que se han convertido en sus rasgos más reconocibles. El cambio era necesario para distinguirlo del Power Suit normal de Samus. Además, era necesario distinguir entre el modo misil y modo rayo, puesto que ya no se podían distinguir debido a la carencia de color, así que se implementó un sistema de abrir la rejilla del cañón, diferenciando claramente los dos modos.

### AM2R(remakeno oficial)

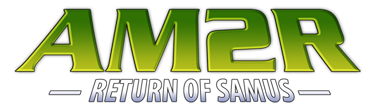
Logotipo de AM2R (Another Metroid 2 Remake)

Con motivo del trigésimo aniversario de la saga Metroid, el pasado 6 de agosto de 2016, una comunidad de fanes liberó la versión final de una adaptación no oficial de este videojuego titulado como AM2R (Another Metroid 2 Remake) el cual presenta un aspecto gráfico y sonoro bastante pulido, semejante al Metroid: Zero Mission de Game Boy Advance, pero con las melodías originales totalmente re-orquestadas. A diferencia del juego original, en este juego se cuenta con un mapa en el que el jugador puede verificar qué áreas de SR-388 han quedado sin explorar y en qué habitaciones hay mejoras de misiles y tanques de energía. Se cuenta también con un menú de opciones entre los que hay una pantalla con la opción de activar o desactivar los accesorios del traje de Samus, una bitácora donde es posible consultar los datos de las distintas zonas del planeta, las etapas evolutivas de los metroids y de los jefes inéditos, así como otro tipo de información complementaria.
Sin embargo, el día 9 de agosto del mismo año, Nintendo tomó acciones legales solicitando que el juego fuese retirado del servidor de descarga en el que el fichero estaba alojado por parte del creador, así como de cualquier otro sitio de descarga. DoctorM64 en una posterior entrada del blog de AM2R, pidió a sus lectores que no odiaran a Nintendo por tomar estas medidas, pues al fin y al cabo, es su derecho proteger su propiedad intelectual e incentivó a que adquirieran el juego original comprándolo en la Consola Virtual de la compañía. El 2 de septiembre, DoctorM64 anunció que pondrá fin al proyecto AM2R tras recibir una petición de baja por parte de Nintendo of America, por lo que el juego no volverá a ser lanzado en ninguna plataforma.

### Samus Returns(remakeoficial)
El 13 de junio de 2017, durante la presentación de Nintendo en el E3, se anunció Metroid: Samus Returns, la adaptación oficial de Metroid II. Desarrollado por MercurySteam, el juego se lanzó el 15 de septiembre de 2017 en formato digital para Nintendo 3DS.